# Башкирский эпос
Башкирский эпос — репертуар эпических сказаний башкирского народа с богатыми устными традициями, отражающими различные этнические пласты и культурные традиции. Зародившись в недрах первобытно-общинного строя, эпос сопутствовал всей истории башкирского народа.

## Виды эпических произведений
В башкирском эпосе можно выделить сюжеты, характерные только:
- для башкир («Урал-батыр», «Акбузат», «Заятуляк и Хыухылу», «Алдар и Зухра», «Бабсак и Кусэк» и др.),
- общие для устного поэтического творчества других тюркоязычных народов («Алпамыша», «Кузыйкурпяс и Маянхылу», «Таргын и Кужак», «Ир-Таргын» и др.),
- которые появились у башкир под влиянием восточной литературы, такие как «Юсуф и Зулейха», «Тахир и Зухра» и другие.

Основные жанры башкирского эпоса:
- кубаир («Урал-Батыр», «Акбузат» и др.);
- хикаят («Кузыйкурпяс и Маянхылу», «Алдар и Зухра» и др.);
- иртяк («Заятуляк и Хыухылу», «Алпамыша и Барсынхылыу» и др.);
- кысса («Тахир и Зухра», «Юсуф и Зулейха» и др.).

## Традиции в башкирских эпических произведениях
Для древних башкир понятия Родины и Урала были нерасторжимыми, они воспринимались как нечто единое целое, без которого немыслимо представить своё существование на земле. Самые сокровенные помыслы, песни, напевы, легенды и эпические сказания-кубаиры башкир посвящены Уралу или связаны с ним. К примеру, кубаир «Урал-батыр» поэтическим языком повествует всё о том же неразделимом единстве башкирского народа с Уралом, с уральской землёй.

### Трилогия
Народная эпическая традиция башкирского народа отражена в произведениях: Урал-батыр, Акбузат, Бабсак и Кусэк — где историческое прошлое башкир поделено на три огромных периода:
- 1) зарождение жизни, смысл бытия и появление первых башкирских племён на Южном Урале;
- 2) появление изделий труда из металла, приручение лошади;
- 3) формирование башкирского народа, из различных племён, населяющих Южный Урал.

## Исполнители
Создатели и хранители эпических сказаний — народные сказители-сэсэны. Именно они донесли до нас неувядаемые памятники духовной культуры. Сэсэны являлись подлинными выразителями дум и чаяний народных масс. Миссия сэсэнов — художественно отображать жизнь и идеалы народа — приносила им популярность и уважение.

## Эпические произведения
Урал-батыр, Акбузат, Бабсак и Кусэк, Идель и Яик, Конгур-Буга, Заятуляк и Хыухылу, Идукай и Мурадым, Акхак-кула, Кара юрга, Алпамыша и Барсынхылу, Таргын и Кужак, Ек-Мэргэн, Мэргэн и Маян, Акхак-кола, Кузыйкурпес и Маянхылыу, Алдар и Зухра, Юсуф и Зулайха, Байрамбикэ и Татлыбай, Карас и Акша, Карахакал и другие.